# TÜDEMSAŞ
TÜDEMSAŞ (Türkiye Demiryolu Markinaları Sanayi A.Ş.) war ein 1939 gegründetes türkisches Maschinenbauunternehmen mit Sitz in Sivas, das im Mai 2020 mit den Firmen TÜVASAŞ und TÜLOMSAŞ zu TÜRASAŞ (Türkiye Raylı Sistem Araçları Sanayii Anonim Şirketi) zusammengeführt wurde. Der wichtigste Produktionsbereich war die Herstellung von Güterwagen für die türkische Staatsbahn, die auch die Muttergesellschaft des Unternehmens war.

## Einzelnachweise

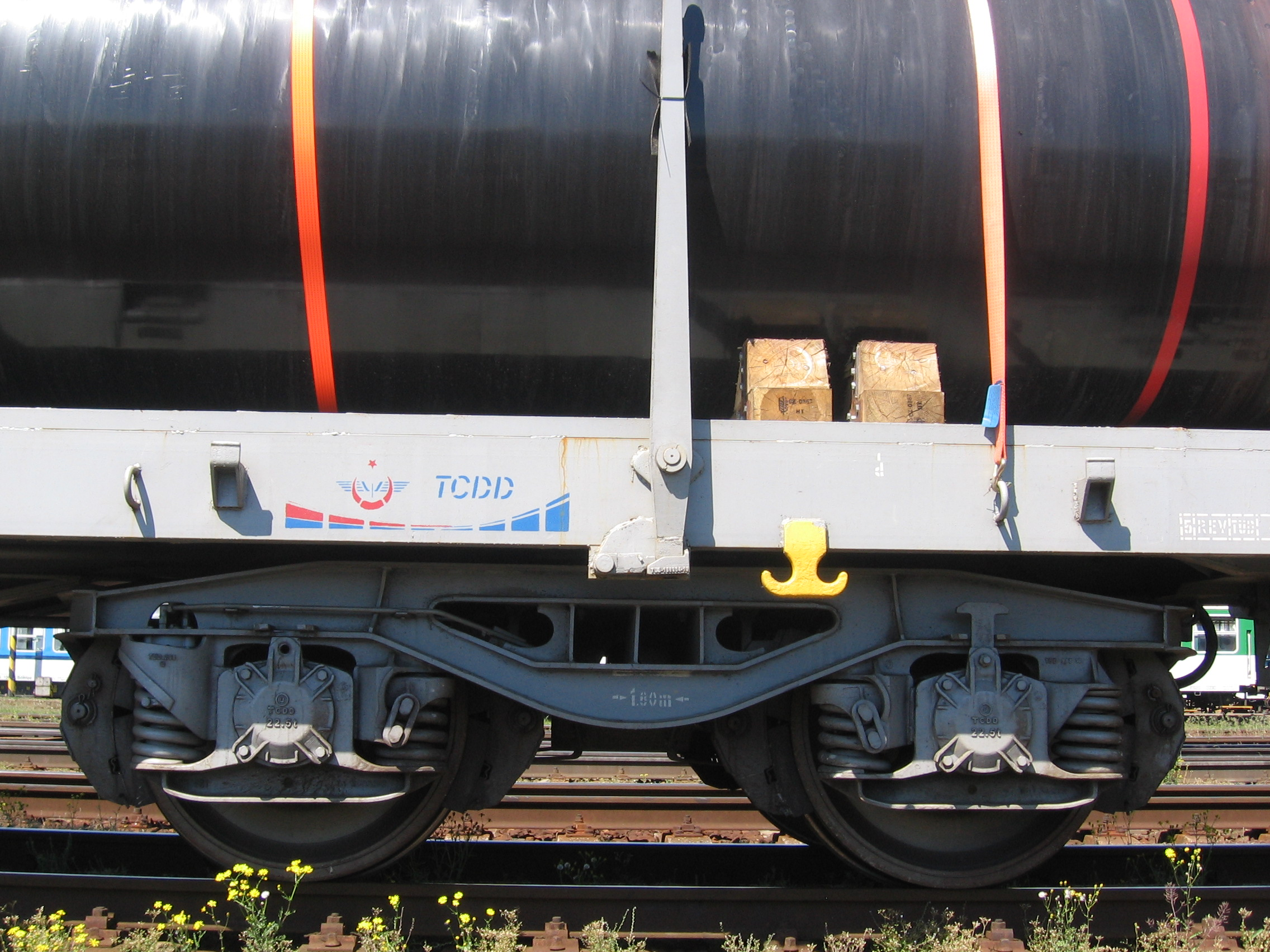
TÜDEMSAŞ Waggon in der Türkei, 2011